# کوه جیرانی
کوه جیرانی (به اسپانیایی: Jairani) یک کوه در پرو است که در Peru, Puno Region, Carabaya Province واقع شده‌است. کوه جیرانی ۵٬۰۰۰ متر بالاتر از سطح دریا واقع شده‌است.